# 余呉郵便局
余呉郵便局（よごゆうびんきょく）は、滋賀県長浜市にある郵便局。民営化前の分類では集配特定郵便局であった。

## 概要
住所：〒529-0599 滋賀県長浜市余呉町中之郷1548-2

## 沿革
- 1903年（明治36年）12月10日 - 中之郷郵便受取所として開設[1]。
- 1905年（明治38年）4月1日 - 中之郷郵便局（三等）となる。
- 1969年（昭和44年）11月21日 - 和文電報配達業務を木之本電報電話局に移管[2]。
- 1975年（昭和50年）6月27日 - 電話の加入および料金に関する簡易な事務を除く電話交換業務を、木之本電報電話局に移管。
- 1977年（昭和52年）9月1日 - 風景入通信日付印の使用を開始。
- 1989年（平成元年）4月24日 - 柳ケ瀬郵便局[3]から集配業務を移管。同日、余呉郵便局に改称。
- 2007年（平成19年）10月1日 - 民営化に伴い、併設された郵便事業長浜支店余呉集配センターに一部業務を移管。
- 2012年（平成24年）10月1日 - 日本郵便株式会社発足に伴い、郵便事業長浜支店余呉集配センターを余呉郵便局に統合。

## 取扱内容
- 郵便、印紙、ゆうパック、内容証明
- 貯金、為替、振替、振込、国際送金、国債
- 生命保険、バイク自賠責保険
- ゆうちょ銀行ATM
- 長浜市のうち、旧・余呉町内の集配業務

## 周辺
- 長浜市余呉支所
- 長浜市立鏡岡中学校
- 国道365号
- 余呉川

## アクセス
- JR北陸本線 余呉駅から北東へ約2km（徒歩約26分）
- 余呉バス 中之郷停留所下車
- 北陸自動車道 木之本ICから北へ約5km
- 滋賀県道284号杉本余呉線沿い
- 駐車場あり：5台